# 冠水母目
冠水母目（学名：Coronatae）為钵水母纲的一目动物。水母体呈圆屋顶形、锥形或扁平行，在外伞中部有一紧缩沟，其将伞分成上、下两部分，相应的胃囊也被分成上、下两部分。紧缩沟下方有一圈厚厚的足叶（pedalia），在其下端是触手，伞缘有触手囊。主要生长在深海，例如缘叶水母（Periphylla）。

## 科
- 领状水母科 Atollidae Bigelow, 1913：1属7个物种。
- Atorellidae Vanhöffen, 1902：1属5个物种。
- Coronatae incertae sedis：1属4个物种。
- 灯罩水母科 Linuchidae Haeckel, 1880：2属3个物种。
- Nausithoidae Claus, 1883：3属26个物种。
- Paraphyllinidae Mass, 1903：1属3个物种。
- 缘叶水母科 Periphyllidae Haeckel：4属6个物种。